# Akathisie
Mit Akathisie, auch Tasikinesie oder Sitzunruhe genannt, wird eine extrapyramidale Hyperkinesie bezeichnet, die sich in einer allgemeinen motorischen Unruhe – bis hin zur Unfähigkeit, still sitzen zu können – äußert. Sie wird zu den Dyskinesien gerechnet. Der durch Medikamente (vor allem Neuroleptika) oder die Parkinson-Krankheit ausgelöste Drang führt zu periodischen Bewegungen, welche die Symptome der Störung jedoch nur kurz zu lindern vermögen. Der Begriff wurde 1901 von dem tschechischen Neuropsychiater Ladislav Haškovec (1866–1944) geprägt.

## Symptome
Die Akathisie äußert sich subjektiv in einer inneren Unruhe und einem nicht bezwingbaren Bedürfnis, sich zu bewegen. Dies verhindert es, dass die Patienten eine Körperhaltung für längere Zeit beibehalten können. Insbesondere sitzende oder stehende Positionen sind betroffen. Mit Fortschreiten der Krankheit werden stilles Sitzen, Stehen, Liegen oder Schlafen unmöglich. Stattdessen werden repetitive Bewegungen mit Händen oder Füßen bzw. der Gesichtsmuskulatur ausgeführt, die das Bewegungsbedürfnis jedoch nur kurz befriedigen können. Weitere Entlastungshandlungen sind Umherlaufen, Trippeln, wechselndes Beinekreuzen, ständige Gewichtsverlagerungen usw.

## Ursache
Akathisie kann insbesondere als Nebenwirkung bei der Gabe von Neuroleptika auftreten oder auch bei Drogenmissbrauch von GHB (Szenename Liquid Ecstasy). Weiterhin kann sie Folge einer neurologischen Erkrankung sein, insbesondere im frühen Stadium der Parkinson-Krankheit.
Man unterscheidet eine akute, chronische und tardive Form. Eine Pseudoakathisie liegt vor, wenn der Patient trotz entsprechender Symptomatik subjektiv keine Beschwerden verspürt.

## Behandlung
Eine akute Akathisie kann in der Regel mit Betablockern behandelt werden. Auch eine Verringerung der als möglicherweise auslösend wirkenden Neuroleptika-Dosen kann die Symptome bessern, falls nicht ganz auf die Neuroleptika verzichtet werden kann. Die zusätzliche Gabe eines Anticholinergikums wie z. B. Biperiden wird in der Praxis ebenfalls angewendet und bringt oft gute Erfolge. Die tardive Form ist nur sehr schwer therapierbar, daher spielt die Prophylaxe hier eine große Rolle: langdauernde Neuroleptika-Therapien müssen sorgsam geplant werden.

## Etymologie
Akathisie leitet sich vom altgriechischen Verb καθίζειν kathízein „sich setzen“, „sitzen“ ab, dem ein die Bedeutung umkehrendes Alpha privativum vorangesetzt ist. Wörtlich bedeutet Akathisie also die Unfähigkeit zu sitzen.